# Illy (Schweiz)
Illycafé ist ein in der Schweiz tätiger Kaffeeröster mit Sitz in Thalwil. Gemessen an der Menge gerösteten Kaffees ist das im Premiumsegment angesiedelte Unternehmen der achtgrösste Röster der Schweiz. Nach eigenen Angaben hat Illy in der Schweiz als eigentlicher Pionier «massgeblich zur Verbreitung einer ‹Espresso-Kultur›» beigetragen.

## Unternehmen
Das Unternehmen beschäftigt rund 30 Mitarbeiter, wovon ein Drittel im Aussendienst und ist in allen Landesteilen vertreten. Es ist tätig im Handel und der Veredelung des Rohkaffees. Illy verarbeitet nur Havelaar- oder Utz- zertifizierte Kaffeebohnen. Die jährlich geröstete Menge Kaffee beträgt rund 600 Tonnen, welche hauptsächlich im Binnenmarkt an die Gastronomie ausgeliefert wird. Daneben beliefert Illy in kleinerem Masse auch Privatkunden und ins Ausland. Die hauptsächlichen Exportländer sind die USA, Deutschland, Südkorea, Singapur, Israel und Spanien. Der steigende Auslandumsatz betrug 2005 rund 10 %.

## Marken
Als ehemaliges Tochterunternehmen von Illycaffè (Triest), hält Illycafé (Thalwil) die Rechte an der Marke Illy für die Schweiz. Ausserhalb der Schweiz wird der Kaffee unter den Markennamen Bel Etage und Bon Sol verkauft.

## Geschichte

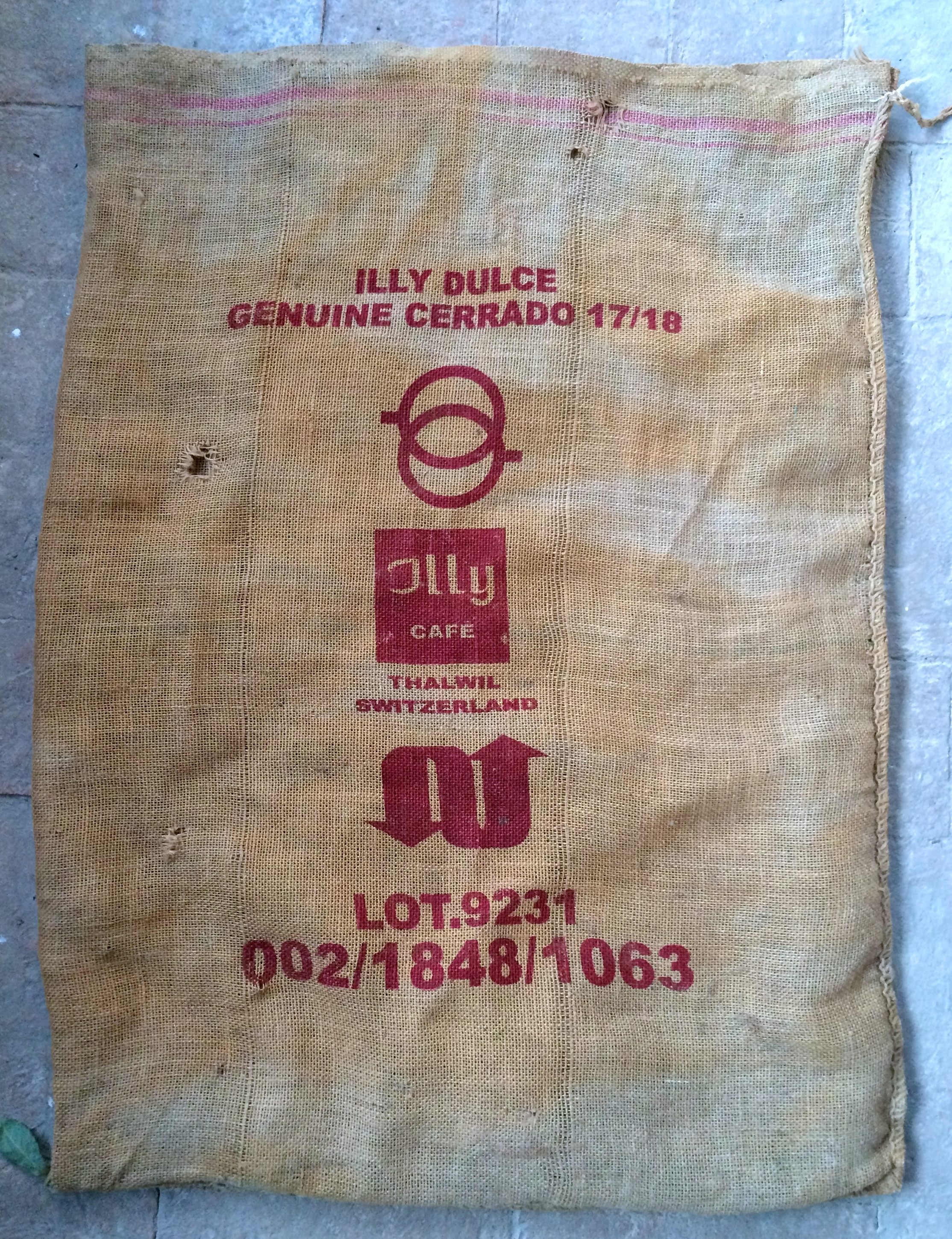
Kaffeesack; 100 × 70 cm

Carlo Seitz aus Basel gründete 1939 zusammen mit Francesco Illy und Roberto Hausbrandt (dem damaligen Besitzer der Kaffee-Marke Hausbrandt) aus Triest das Schweizer Unternehmen Illy Café. Der Anfang war hart und zu Beginn des Zweiten Weltkrieges musste die Produktion unterbrochen werden. Ab 1950 kam die Kaffeeproduktion wieder in Schwung. Später schieden die beiden Partner aus der Leitung des Unternehmens aus, während Seitz Illy zu einer der feinsten Adresse des Schweizerischen Kaffeemarktes machte. Das Wissen und Können dazu hatte er sich im Kaffeeland Italien angeeignet. Der Schweizer Kaffeepionier verstarb 2007 im Alter von 98 Jahren. Sein Sohn Riccardo Seitz führt das Unternehmen in zweiter Generation weiter.
Die Verbindung mit der italienischen Illycaffè wurden 1967 aufgelöst, als Ernesto Illy die Anteile am Unternehmen verkaufte. Seit 1969 ist die Familie Seitz alleinige Besitzerin von Illy Café und deren Rechte an der Marke Illy in der Schweiz. Der italienische Illy Caffè wird in der Schweiz unter dem Namen Amici vertrieben.